# لونا ليوبولد
لونا ليوبولد (بالإنجليزية: Luna Leopold)‏ هو عالم مياه ‏ وجيولوجي أمريكي، ولد في 8 أكتوبر 1915 في ألباكركي في الولايات المتحدة، وتوفي في 23 فبراير 2006 في كاليفورنيا في الولايات المتحدة.